# Hartley Rogers
Hartley Rogers Junior (* 6. Juli 1926 in Buffalo, New York; † 17. Juli 2015 in Waltham, Massachusetts) war ein US-amerikanischer Mathematiker, der sich mit mathematischer Logik (Theorie der Berechenbarkeit, Rekursionstheorie, Komplexitätstheorie), Mathematikpädagogik und Wahrscheinlichkeitstheorie befasste.

## Werdegang und Leben
Rogers studierte an der  Yale University mit dem Bachelor-Abschluss in englischer Literatur 1946 (danach war er ein Jahr in Cambridge) und dem Master-Abschluss in Physik 1950 und erwarb 1951 seinen Master-Abschluss in Mathematik an der Princeton University, an der er 1952 bei Alonzo Church – wie 1938 bereits Alan Turing – promoviert wurde (Some Results on Definability and Decidability in Elementary Theories, Teil 1–5). Als Post-Doktorand war er 1952 bis 1955 Benjamin Pierce-Instructor an der Harvard University. 1955 war er zunächst Gastdozent, ab 1956 Assistant Professor und ab 1964 Professor für Mathematik am Massachusetts Institute of Technology (MIT). 1971 bis 1973 stand er der Fakultät vor und 1974 bis 1980 war er Associate Provost. 2009 wurde er emeritiert.
Er leistete wesentliche Beiträge zur Rekursionstheorie und schrieb darüber ein Lehrbuch. Von ihm stammt eine Variante des Rekursionssatzes.
Am MIT war er auch für seine Beiträge zur Mathematikpädagogik bekannt. 1962 bis 1964 war er Mitglied des Komitees (Committee on Curriculum Content Planning), dass die Undergraduate Ausbildung wesentlich veränderte, er initiierte 1996 das Programm für Undergraduates (SPUR), bei dem jeweils ein Graduate Student als Mentor und ein Undergraduate 6 Wochen im Sommer intensiv ein Forschungsproblem bearbeiten (wofür seit 2001 auch ein nach Rogers benannter Preis vergeben wird), und coachte das MIT-Team für den Putnam-Wettbewerb. 1993 bis 2006 leitete er die Sektion Mathematik im Research Summer Institute Programm für fortgeschrittene High-School-Schüler am MIT. Er unterrichtete ein Seminar in mathematischem Problemlösen für Erstsemester und entwickelte einen Kurs Analysis in mehreren Variablen, der insbesondere für Physikstudenten gedacht war.
Zu seinen Doktoranden gehört John Stillwell.
Er heiratete 1953 Adrianne Ellefson und hat drei Kinder. Rogers war passionierter Ruderer.

## Besondere Tätigkeiten und Ehrungen
- 1960 bis 1961 war er Guggenheim Fellow.
- 1963 war er gewähltes Mitglied des Executiv-Komitees der Association for Symbolic Logic.[2]
- 1964 bis 1967 war er Vizepräsident der Association for Symbolic Logic.[2]
- 1965 gewann er den Lester Randolph Ford Award für seinen Aufsatz Information Theory.[3]
- 1968 erhielt er einen MA-Abschluss ehrenhalber in Cambridge, wo er 1967/1968 Gastwissenschaftler war (am Clare-Hall-College[4]).
- 1969 bis 1986 war er Herausgeber der Annals of Mathematical Logic.
- 1974 bis 1981 war er leitender Herausgeber der MIT Press.[5]
- Seit 2001 wird am MIT jährlich der Hartley Rogers Jr. Prize an Studentinnen und Studenten für hervorragende Paper und Präsentationen vergeben; er wurde zu Ehren des Namensgebers von seiner Familie gestiftet.[6]

## Schriften
- The Theory of Recursive Functions and Effective Computability, McGraw Hill 1967, MIT Press 1987
- Recursive functions over well ordered partial orderings, Proc. Amer. Math. Soc., Band 10, 1959, S. 847–853
- mit Donald L. Kreider: Constructive versions of ordinal number classes, Trans. Amer. Math. Soc., Band 100, 1961, S. 325–369
- On universal functions, Proc. Amer. Math. Soc., Band 16, 1965, S. 39–44
- Computing degrees of unsolvability, Mathematische Annalen, Band 138, 1959, S. 125–140, Digitalisat
- Interview in Joel Segel (Hrsg.), Recountings, Conversations with MIT mathematicians, A. K. Peters 2009